# 玛丽安娜·威廉森
玛丽安娜·威廉森（英語：Marianne Williamson，1952年7月8日—），美國女作家、精神領袖和政治活動家，《發現真愛》（A Return to Love）一書的作者。她目前参加2024年美国总统选举的民主党党内初选。威廉森被描述为进步派民主党人，具有与伯尼·桑德斯类似的政治立场。
威廉森是奥普拉·温弗里秀的常客，她共撰寫14本書，其中有四本於《紐約時報》"Advice, How To, and Miscellaneous" 類別中排名第一的暢銷書。此外，她為提供志願送餐計劃的組織Project Angel Food之創始人，為患有HIV/AIDS和危及生命的疾病之居家人員提供服務，她還是非營利性教育和宣傳組織Peace Alliance的聯合創始人。
2014年，威廉森以獨立身分競逐美國眾議院加州第33選區，但競逐失敗。
2019年1月9日，她宣布競選2020年美國總統選舉的民主黨提名，並於2020年1月10日暫停競選。她後來於2020年2月23日在德克薩斯州奧斯汀舉行的集會上支持伯尼·桑德斯。2023年2月23日，她表示計劃在2024年民主黨總統初選中再次競選總統，挑戰現任總統喬·拜登。她於2023年3月4日發起競選活動。2024年2月7日她宣佈退出黨內總統初選。